# HD303821
HD303821 — хімічно пекулярна зоря спектрального класу
A й має видиму зоряну величину в смузі V приблизно 11,7.